# Benedetto Naro

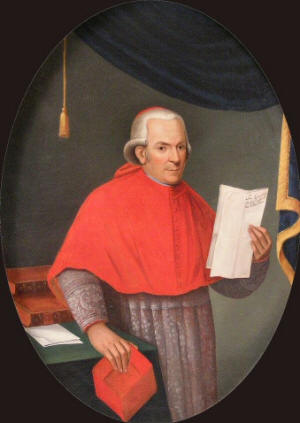
Benedetto Kardinal Naro

Benedetto Naro (* 26. Juli 1744 in Rom; † 6. September 1832 in Osimo) war ein Kurienkardinal der römisch-katholischen Kirche.

## Leben
1814 war Naro Maggiordomo des Papstes. Papst Pius VII. kreierte ihn im Konsistorium vom 8. März 1816 zum Kardinal und ernannte ihn zum Kardinalpriester mit der Titelkirche San Clemente.
1824 ernannte ihn Papst Leo XII. zum Erzpriester der Basilika Santa Maria Maggiore. 1818–1821 war er Präfekt der Indexkongregation und von 1821 bis zu seinem Tode Präfekt der Römischen Kurie.
Kardinal Naro nahm am Konklave von 1823 teil, das Papst Leo XII. wählte, weiterhin am Konklave von 1829, das Papst Pius VIII. erwählte, und schließlich am Konklave von 1830/31, das Papst Gregor XVI. erkor.
Er starb ein Jahr nach Gregors Wahl im Alter von 88 Jahren und wurde, seinem Testament entsprechend, in der Kirche San Clemente beigesetzt, nachdem er in San Marcello aufgebahrt gewesen war.